# Хосе Луис Браун
Хосе Луис Браун (шп. José Luis Brown; 10. новембар 1956 — 12. август 2019) био је аргентински фудбалер и тренер. Познат је по постизању гола за Аргентину у финалу Светског првенства 1986. године.

## Биографија
Браун је играо за млађе категорије Естудијантеса. Заједно са клубом је освојио два првенства у Аргентини. Био је играч колумбијског Атлетико Насионала. За Аргентину је играо од 1983. до 1989, одиграо је 36 утакмица и постигао један гол, и то у финалу Светског првенства 1986. у Мексику.
Након завршетка играчке каријере постао је тренер. У почетку је једно време радио као помоћни тренер са Оскаром Руђером у Сан Лоренцу и Карлосом Билардом у Боки јуниорсу. 
Крајем 2007. године предводио је репрезентацију Аргентине до 17 година. Преминуо је 12. августа 2019. године у Ла Плати, од последица Алцхајмерове болести.

## Успеси
Клуб
Естудијантес
- Примера дивисион: Метрополитано 1982, Насионал 1982.

Репрезентација
Аргентина
- Светско првенство: 1986.